# Superliga Chinesa
A Superliga Chinesa de Futebol (em chinês: 中国足球协会超级联赛; pinyin: Zhōngguó Zúqiú Xiéhuì Chāojí Liánsài; em inglês: Chinese Super League), comumente conhecida como a Superliga Chinesa ou CSL, é a principal divisão do futebol profissional na China, operando sob a supervisão da Associação Chinesa de Futebol (CFA). Atualmente é chamada de "China Resources C'estbon Superliga Chinesa da Associação Chinesa de Futebol" por questões de patrocínio. A liga foi estabelecida em 2004, a partir da reformulação da antiga divisão principal, a Liga Chinesa Jia-A.
Inicialmente disputada por 12 equipes em seu ano inaugural, a liga se expandiu desde então, com 16 equipes competindo na temporada de 2024. Um total de 38 equipes participaram da CSL desde sua criação, sendo que 9 delas conquistaram o título: Guangzhou (oito), Shandong Taishan (quatro), Shanghai Port (três), Shenzhen, Dalian Shide, Changchun Yatai, Beijing Guoan, Jiangsu e Wuhan Three Towns (um título cada). Os atuais campeões da Superliga são o Shanghai Port, que venceram a edição de 2024.
A Superliga Chinesa é uma das ligas esportivas profissionais mais populares da China, com uma média de público de 24.107 pessoas por jogo na temporada de 2018. Esse número foi o 12º maior entre todas as ligas esportivas profissionais domésticas do mundo e o 6º maior entre as ligas de futebol profissional do mundo, ficando atrás apenas da Bundesliga, Premier League, La Liga, Serie A e Liga MX.

## Regulamento
Ao contrário de muitos campeonatos europeus, a Super Liga Chinesa começa geralmente na primeira semana de março (primavera na China) e termina no início de novembro (início do inverno). Em cada temporada, todos jogam contra todos, em turno e returno. A equipe que somar o maior número de pontos ao final das 30 rodadas é a campeã.
Os dois últimos colocados ao final da temporada são rebaixados para a Segunda Divisão.
Os três primeiros do campeonato, assim como o vencedor da Copa da China, qualificam-se para a Liga dos Campeões da Ásia do ano subsequente. Se o vencedor da Copa terminar nas três primeiras posições na liga, o quarto colocado será qualificado para a Champions Asiática.

### Política de jogadores estrangeiros e atletas Sub-23
Cada equipe da Super Liga da China pode ter até 5 jogadores estrangeiros, mas apenas 4 podem estar em campo ao mesmo tempo. O quinto jogador poderá iniciar do banco de reservas e até entrar durante a partida, desde que substitua outro atleta estrangeiro.
Jogadores nascidos em Taiwan, Hong Kong e Macau não são contabilizados como atletas estrangeiros.
Desde a temporada 2017 também entrou a valer uma regra que passou a tornar obrigatória a utilização de ao menos um jogador Sub-23 em cada time titular.

## História

### Origens
Embora se possa argumentar que o futebol foi inventado pelos chineses, a competição organizada de futebol na China só começou em 1951, com a criação da Conferência Nacional de Futebol da China, como um torneio de pontos corridos, com a participação de 8 equipes. O desenvolvimento foi rápido: em 1954, a competição foi renomeada para Liga Nacional de Futebol, em 1956, foi dividida em duas divisões e, em 1957, começou o sistema de promoção e rebaixamento entre as duas divisões. Na década de 1980, a Associação Chinesa de Futebol permitiu que entidades empresariais patrocinassem e investissem em times de futebol, e, como resultado, a liga entrou em um período semiprofissional em 1987. Patrocinada pelo Goldlion Group, a liga teve sua primeira temporada com jogos de ida e volta: participaram os 7 principais clubes da Divisão 1 de 1986, juntamente com o Liaoning, campeão da temporada de 1985, mas que não competiu na temporada de 1986 devido à sua participação no Campeonato Asiático de Clubes. O torneio foi renomeado para Liga Nacional de Futebol Divisão 1 Grupo A, ou simplesmente Liga Chinesa Jia-A, e os outros 8 clubes da Divisão 1 e os 4 melhores clubes da Divisão 2 participaram da Liga Chinesa Jia-B. Os dois grupos se fundiram na temporada de 1988, mas foram novamente divididos em 1989.
No início da década de 1990, a CFA começou a permitir que empresas comprassem clubes de futebol e os administrassem, fossem elas estatais ou privadas, e em 1992, foi anunciado que, como parte do projeto de reforma do sistema esportivo, a Liga Chinesa Jia-A se tornaria a primeira liga profissional de futebol do país, começando na temporada de 1994. Todos os clubes da Jia-A foram obrigados a se profissionalizar antes de 1994, e todos os clubes da Jia-B receberam um ano extra para implementar a reforma estrutural profissional. A Liga Jia-A obteve sucesso nos primeiros anos, mas no final dos anos 1990, suas práticas de gestão receberam duras críticas; especial atenção foi dada à falta de continuidade em políticas chave, bem como à falta de desenvolvimento sustentável em certos clubes. Ao mesmo tempo, a liga foi afetada por apostas, manipulação de resultados e corrupção. Como resultado, o estado caótico da Jia-A se tornou um "ambiente de investimento problemático", com patrocinadores e donos de clubes se afastando. Em reconhecimento a esses problemas, assim como a uma série de outros fatores, a Associação Chinesa de Futebol decidiu reformar o sistema da liga, o que acabou levando à criação da Superliga Chinesa.
Em 13 de janeiro de 2001, Yan Shiduo, vice-presidente da Associação Chinesa de Futebol, discutiu a criação de um novo sistema de liga profissional, e em 2002, a CFA anunciou a criação da Superliga Chinesa, com a primeira temporada começando em 2004. Com a intenção de introduzir métodos verdadeiramente comerciais e permitir que o mercado de futebol profissional na China operasse de forma mais livre, a CSL buscou aproveitar a experiência das ligas profissionais da Europa para redesenhar a estrutura da liga e fortalecer o profissionalismo.

### Fundação
Comparada à Jia-A, a CSL é muito mais exigente com os times. A CFA e o comitê da CSL impuseram uma série de critérios mínimos para garantir a gestão e administração profissional, a probidade financeira e um programa de desenvolvimento de base em cada clube. A CSL publicou a primeira edição dos critérios para seus clubes em 2002 e os revisou várias vezes, com o sistema de licenciamento de clubes sendo introduzido desde 2004. As segunda e terceira divisões, China League One e China League Two respectivamente, também foram remodeladas. Além da liga profissional regular, a CSL também tem um campeonato de divisões de base, a CSL sub-19, sub-17, sub-15, sub-14 e sub-13.
A CSL e a China League One tem como metas promover a alta qualidade e concorrência em alto nível; introduzir conceitos de gestão avançada para o mercado; fazer cumprir a entrega de normas mínimas de profissionalismo; incentivar o fluxo de treinadores e jogadores estrangeiros da mais alta qualidade; e, gradualmente, estabelecer o sistema europeu de inscrições de jogadores e transferências.

### Resumo
A primeira temporada da CSL começou em 2004, com 12 equipes na liga. A temporada inaugural foi marcada por controvérsias, que se arrastaram desde a antiga liga, Jia-A, onde, desde 1999, escândalos como manipulação de resultados e apostas foram desmascarados. Isso resultou em uma perda de interesse pelo futebol doméstico, baixa presença de público e grandes prejuízos financeiros.
O plano original era ter uma equipe rebaixada e duas promovidas para as temporadas de 2004 e 2005, aumentando o número de times para 14 em 2006. No entanto, as decisões da CFA levaram ao cancelamento dos rebaixamentos nessas duas temporadas.
Para a temporada de 2005, a liga se expandiu para 14 equipes, com Wuhan Huanghelou e Zhuhai Zobon sendo promovidos da China League One. O time de Zhuhai, anteriormente chamado de Zhuhai Anping, foi comprado pela empresa imobiliária Shanghai Zobon e transferido para Xangai para a temporada de 2005, sendo renomeado para Shanghai Zobon.
Em 2006, estava planejado que a liga se expandisse para 16 equipes com as promoções dos recém-promovidos Xiamen Blue Lions e Changchun Yatai. No entanto, o Sichuan First City se retirou antes do início da temporada, deixando apenas 15 equipes quando a temporada começou em 11 de março. O Shanghai Zobon, após outra mudança de propriedade, foi renomeado para Shanghai United.
Em 2007, a liga novamente planejou a expansão para 16 equipes, mas novamente ficou com uma equipe a menos. O proprietário do Shanghai United, Zhu Jun, comprou uma participação significativa no rival local Shanghai Shenhua e fundiu os dois times. Como resultado, o Shanghai Shenhua manteve seu nome, pois já possuía uma forte base de fãs na cidade, enquanto o Shanghai United se retirou da liga.
Em 2008, a temporada começou com 16 clubes participando pela primeira vez, mas Wuhan protestou contra punições impostas pela CFA após uma partida contra o Beijing Guoan e anunciou sua retirada imediata da liga, o que deixou a temporada com 15 clubes.
Desde 2009, a liga tem contado com 16 clubes estáveis participando a cada ano. Duas equipes são rebaixadas para a China League One e duas são promovidas da China League One a cada temporada.
Em 2010, a CSL foi atingida por um escândalo que chegou até as altas esferas da CFA. O governo chinês tomou ações em nível nacional contra apostas, manipulação de resultados e corrupção, e os ex-vice-presidentes da CFA Xie Yalong, Nan Yong e Yang Yimin foram presos. Em 22 de fevereiro de 2010, a CFA rebaixou o Guangzhou Yiyao por manipulação de resultados na temporada de 2006 da China League One, assim como o Chengdu Blades pela manipulação de resultados na temporada de 2007 da China League One.
Em 2011, o movimento anticorrupção melhorou visivelmente a imagem da CSL, com um aumento na presença de público. Clubes como Guangzhou Evergrande e Shanghai Shenhua começaram a investir pesadamente em estrelas estrangeiras. Após a transferência do ex-jogador do Fluminense, Darío Conca, em 2011, algumas contratações notáveis nas temporadas de 2012 incluíram os ex-jogadores do Chelsea Didier Drogba e Nicolas Anelka, os ex-jogadores do Barcelona Seydou Keita e Fábio Rochemback, o ex-jogador do Sevilla Frédéric Kanouté, o ex-jogador do Blackburn Rovers Yakubu e o ex-jogador do Borussia Dortmund Lucas Barrios. O ex-técnico da seleção do Japão, Takeshi Okada, assumiu o comando do Hangzhou Greentown, o ex-técnico da seleção da Argentina, Sergio Batista, substituiu Jean Tigana no comando do Shanghai Shenhua, e o ex-técnico da seleção da Itália e da Juventus, Marcello Lippi, substituiu Lee Jang-Soo no comando do Guangzhou Evergrande.
Em 2012, o Guangzhou Evergrande se tornou o primeiro time chinês a defender seu título da CSL e a conquistar títulos consecutivos. No entanto, o Dalian Shide, campeão oito vezes da Liga Profissional, enfrentou sérios problemas financeiros durante toda a temporada, especialmente após a prisão do proprietário do clube, Xu Ming. Eles haviam planejado se fundir com o Dalian Aerbin, o outro clube da CSL da cidade, mas a Associação Chinesa de Futebol bloqueou a fusão no final, já que o Dalian Shide não conseguiu cancelar seu registro como clube da CSL antes da fusão. Assim, o Aerbin efetivamente comprou e absorveu o Shide, incluindo a academia e instalações de treinamento do clube.
Em 2013, David Beckham se tornou o primeiro embaixador global da CSL. Em fevereiro de 2013, o Shanghai Shenhua teve seu título da Liga Jia-A de 2003 retirado como parte de uma ampla repressão à manipulação de resultados. No total, 12 clubes receberam punições, e 33 pessoas, incluindo os ex-vice-presidentes da CFA Xie Yalong e Nan Yong, receberam banimentos vitalícios. Também em 2013, o Guangzhou Evergrande venceu o título da Liga dos Campeões da Ásia, a primeira vez que um time da Superliga Chinesa conquistou esse prêmio.
Em 2014, o Guangzhou Evergrande se tornou o primeiro clube chinês a vencer quatro títulos consecutivos da liga profissional. Também em 2014, o Guangzhou contratou Fabio Cannavaro como seu mais novo treinador.
Em 2015, o ex-meia do Corinthians e do Tottenham, Paulinho, se transferiu para o Guangzhou Evergrande aos 27 anos, e o Guangzhou Evergrande se tornou campeão da Liga dos Campeões da AFC pela segunda vez. Em junho, o ex-técnico da seleção do Brasil Felipão é contratado pelo Guangzhou para substituir Fabio Cannavaro.
Em 2016, a Superliga Chinesa se tornou uma potência crescente no mercado global de transferências. Os brasileiros Alex Teixeira, Hulk e Ramires, os colombianos Jackson Martínez e Fredy Guarín estavam entre as contratações notáveis, enquanto Pavel Nedvěd foi nomeado o segundo embaixador global da CSL.
Em 2017, a Superliga Chinesa atraiu atenção global com a contratação de novos craques. Jogadores como Oscar, Carlos Tévez, Ricardo Carvalho, Alexandre Pato e John Obi Mikel se mudaram para o território chinês durante o ano. O Guangzhou Evergrande conquistou seu 7º título consecutivo da liga. Após a conquista, Felipão deixa o Guangzhou.
Em 2018, na 28ª rodada da Superliga Chinesa de 2018, os dois favoritos ao título, Shanghai SIPG e Guangzhou Evergrande, se enfrentaram diretamente, com o Shanghai SIPG vencendo por 5 a 4, abrindo uma vantagem de pontos sobre o Guangzhou. Por fim, o Shanghai SIPG conquistou o título da Superliga Chinesa de 2018, quebrando o monopólio de 7 anos do Guangzhou Evergrande na liga. Ainda em 2018, Paulinho retornou ao Guangzhou após passagem pelo Barcelona.
Na Reunião de Mobilização da CSL de 2019, o Comitê de Árbitros da CFA anunciou oficialmente que um sistema de árbitros profissionais seria introduzido na CSL em 2019, com dois árbitros estrangeiros, incluindo Mark Clattenburg, Milorad Mažić, e três árbitros locais sendo contratados oficialmente como os primeiros árbitros profissionais na história do futebol chinês. Os dois árbitros estrangeiros serão principalmente responsáveis pela aplicação das regras na Superliga Chinesa, mas também fornecerão treinamento e capacitação para os árbitros locais.
Afetada pela COVID-19, a Superliga Chinesa de 2020 foi adiada para 25 de julho. As 16 equipes foram divididas em dois grupos para jogar em Sucheu e Dalian. A liga deste ano foi temporariamente alterada para um formato de "Fase de Grupos + Eliminatórias" e adotou um sistema de torneio.

## Estrutura corporativa
O comitê preparatório da Liga de Futebol Profissional (Professional Football League ou PFL em inglês) foi estabelecido em 27 de maio de 2016, com membros de 5 clubes da CSL, 3 clubes da China League One e 2 clubes da China League Two, incluindo dois representantes da CFA. O plano é separar as três ligas profissionais da China, a Superliga Chinesa (CSL), a China League One (CL1) e a China League Two (CL2), da estrutura da liga da CFA. A PFL será uma empresa privada totalmente de propriedade dos clubes membros, que compõem a liga em qualquer momento. Cada clube é um acionista, com um voto cada em questões como mudanças nas regras e contratos. A recém-formada PFL teria independência comercial em relação à CFA, concedendo à PFL a licença para negociar seus próprios contratos de transmissão e patrocínio.
A CFA não terá mais participação na liga, mas, como órgão governante do futebol na China, será responsável por sancionar os regulamentos das competições e regular as questões dentro de campo. Ela também organiza a competição da Copa CFA, na qual os clubes membros da PFL competem, além das ligas de divisões inferiores classificadas após a CL2, sob um acordo específico entre a CFA e a PFL. A CFA também terá a capacidade de votar em questões específicas, mas não terá papel na administração diária da CSL, CL1 e CL2.
Em 3 de janeiro de 2017, a CFA anunciou que a Liga de Futebol Profissional, formada como uma empresa limitada, será estabelecida em março de 2017, com os clubes da CSL e CL1 se tornando membros da PFL a partir de 2017, enquanto a CL2 planeja ingressar no sistema até 2019. O comitê preparatório da Liga discutirá e estabelecerá os regulamentos e a estrutura da mesma, realizando as eleições para presidente da PFL em janeiro e fevereiro de 2017. No entanto, após uma série de reuniões, que incluíram oficiais da CFA e proprietários de clubes, o plano foi colocado em espera.

## Equipes
Qingdao Hainiu
Qingdao West Coast

Clubes de Xangai:

| Clube                | Clube       | Cidade    | Estádio                                          | Capacidade | 1ª Temporada | Melhor Pos.                       | Em 2024  |
| Nome                 | Nome chinês | Cidade    | Estádio                                          | Capacidade | 1ª Temporada | Melhor Pos.                       | Em 2024  |
| -------------------- | ----------- | --------- | ------------------------------------------------ | ---------- | ------------ | --------------------------------- | -------- |
| Beijing Guoan        | 北京国安    | Pequim    | Workers Stadium                                  | 68.000     | 2004         | Campeão (2009)                    | 4º       |
| Meizhou Hakka        | 梅州客家    | Meizhou   | Wuhua County Olympic Sports Centre               | 27.000     | 2022         | 9º (2022)                         | 15º      |
| Changchun Yatai      | 长春亚泰    | Changchun | Changchun Stadium                                | 38.500     | 2006         | Campeão (2007)                    | 9º       |
| Chengdu Rongcheng    | 成都蓉城    | Chengdu   | Phoenix Hill Football Stadium                    | 50.695     | 2022         | 3º (2024)                         | 3º       |
| Dalian Young Boy     | 大连英博    | Dalian    | Dalian Suoyuwan Football Stadium                 | 63.677     | 2025         | Estreante                         | 2º (CL1) |
| Henan Songshan       | 河南        | Zhengzhou | Hanghai Stadium                                  | 29.860     | 2007         | 3º (2009)                         | 8º       |
| Qingdao Hainiu       | 青岛海牛    | Qingdao   | Qingdao Youth Football Stadium                   | 50.000     | 2004         | 6º (2011)                         | 12º      |
| Qingdao West Coast   | 青岛西海岸  | Qingdao   | Qingdao West Coast University City Sports Center | 20.000     | 2024         | 10º (2024)                        | 10º      |
| Shandong Taishan     | 山东泰山    | Jinan     | Jinan Olympic Sports Center Stadium              | 56.808     | 2004         | Campeão (2006, 2008, 2010 e 2021) | 5º       |
| Shanghai Port        | 上海海港    | Xangai    | Pudong Football Stadium                          | 37.000     | 2013         | Campeão (2018, 2023 e 2024)       | 1º       |
| Shanghai Shenhua     | 上海申花    | Xangai    | Shanghai Stadium                                 | 71.066     | 2004         | 2º (2005, 2006, 2008 e 2024)      | 2º       |
| Shenzhen Peng City   | 深圳新鹏城  | Shenzhen  | Bao'an Stadium                                   | 44.050     | 2024         | 14º (2024)                        | 14º      |
| Tianjin Jinmen Tiger | 天津津门虎  | Tianjin   | TEDA Soccer Stadium                              | 36.390     | 2004         | 2º (2010)                         | 6º       |
| Wuhan Three Towns    | 武汉三镇    | Wuhan     | Wuhan Sports Center Stadium                      | 54.000     | 2022         | Campeão (2022)                    | 11º      |
| Yunnan Yukun         | 云南玉昆    | Yuxi      | Yuxi Plateau Sports Center Stadium               | 25.000     | 2025         | Estreante                         | 1º (CL1) |
| Zhejiang             | 浙江        | Hangzhou  | Huanglong Sports Center                          | 51.970     | 2007         | 3º (2022 e 2023)                  | 7º       |

## Campeões

### Por ano
| Anos | Clube                | Títulos totais |
| ---- | -------------------- | -------------- |
| 2004 | Shenzhen Jianlibao   | 1              |
| 2005 | Dalian Shide         | 1              |
| 2006 | Shandong Luneng      | 1              |
| 2007 | Changchun Yatai      | 1              |
| 2008 | Shandong Luneng      | 2              |
| 2009 | Beijing Guoan        | 1              |
| 2010 | Shandong Luneng      | 3              |
| 2011 | Guangzhou Evergrande | 1              |
| 2012 | Guangzhou Evergrande | 2              |
| 2013 | Guangzhou Evergrande | 3              |
| 2014 | Guangzhou Evergrande | 4              |
| 2015 | Guangzhou Evergrande | 5              |
| 2016 | Guangzhou Evergrande | 6              |
| 2017 | Guangzhou Evergrande | 7              |
| 2018 | Shanghai Port        | 1              |
| 2019 | Guangzhou Evergrande | 8              |
| 2020 | Jiangsu Suning       | 1              |
| 2021 | Shandong Luneng      | 4              |
| 2022 | Wuhan Three Towns    | 1              |
| 2023 | Shanghai Port        | 2              |
| 2024 | Shanghai Port        | 3              |

### Por clube
| Clube                | Títulos | Anos                                            |
| -------------------- | ------- | ----------------------------------------------- |
| Guangzhou Evergrande | 8       | 2011, 2012, 2013, 2014, 2015, 2016, 2017 e 2019 |
| Shandong Luneng      | 4       | 2006, 2008, 2010 e 2021                         |
| Shanghai Port        | 3       | 2018, 2023 e 2024                               |
| Shenzhen Jianlibao   | 1       | 2004                                            |
| Dalian Shide         | 1       | 2005                                            |
| Changchun Yatai      | 1       | 2007                                            |
| Beijing Guoan        | 1       | 2009                                            |
| Jiangsu Suning       | 1       | 2020                                            |
| Wuhan Three Towns    | 1       | 2022                                            |

## Jogadores

### Salários e Transferências de Jogadores
Os jogadores de futebol profissional na China recebem salários relativamente altos quando comparados a outras ligas esportivas chinesas e ligas de futebol em outros países. Em 2017, o salário médio dos jogadores da CSL foi de $1.016.579, ficando em 11º lugar entre todas as ligas esportivas profissionais e em 6º lugar entre todas as ligas profissionais de futebol do mundo.
A CSL possui duas janelas de transferências: a janela primária de transferências, que ocorre antes da temporada e dura dois meses, de janeiro a fevereiro, e a janela secundária de transferências, que ocorre no meio da temporada e dura um mês, de meados de junho a meados de julho. A partir da temporada de 2018, a CSL introduziu novas regras, exigindo que cada clube registre um elenco máximo de 31 jogadores, com 27 jogadores chineses (incluindo um jogador de Hong Kong, Macau e Taipé Chinês) e 4 jogadores estrangeiros. Durante a janela de transferências, os clubes podem contratar 5 jogadores chineses de qualquer idade, além de 3 jogadores chineses com menos de 21 anos; os clubes podem registrar 4 jogadores estrangeiros na janela de inverno e substituir dois deles na janela de verão.
O valor recorde de transferência de um jogador da CSL aumentou rapidamente desde que o aumento do investimento começou em 2015. As seis transferências mais caras de jogadores para a CSL ultrapassaram €30 milhões, sendo que o Chelsea vendeu Oscar para o Shanghai SIPG em dezembro de 2016 por €60 milhões, o Zenit vendeu Hulk para o Shanghai SIPG por €55,8 milhões em julho de 2016, o Shakhtar Donetsk vendeu Alex Teixeira para o Jiangsu por €50 milhões em fevereiro de 2016, o Atlético de Madrid vendeu Jackson Martínez para o Guangzhou Evergrande por €42 milhões em fevereiro de 2016, o Villarreal vendeu Cédric Bakambu para o Beijing Guoan por €40 milhões em fevereiro de 2018, e o Atlético de Madrid vendeu Yannick Carrasco para o Dalian Yifang por €30 milhões em fevereiro de 2018. A venda de Paulinho para o Barcelona pelo Guangzhou Evergrande por €40 milhões em 2017 quebrou o recorde de transferência de um jogador da CSL para outras ligas. As taxas de transferência de jogadores nacionais também aumentaram significativamente. Em janeiro de 2017, o Beijing Guoan vendeu o jogador chinês Zhang Chengdong para o Hebei China Fortune por ¥15 milhões, quebrando o recorde de transferência nacional de jogadores chineses.
A Associação Chinesa de Futebol introduziu um novo imposto de transferência para restringir os gastos com contratações. Em 20 de junho de 2017, a CFA anunciou que qualquer clube que pagasse mais de ¥45 milhões por uma transferência de jogador estrangeiro ou ¥20 milhões por uma transferência de jogador chinês deveria pagar o mesmo valor a um fundo de desenvolvimento juvenil da CFA.
Em dezembro de 2020, a CFA impôs um teto salarial na Superliga Chinesa. A partir da temporada de 2021, os salários totais dos jogadores foram limitados a ¥600 milhões, com um limite separado de €10 milhões para jogadores estrangeiros. Os salários individuais dos jogadores também foram limitados, sendo de ¥5 milhões antes dos impostos para jogadores chineses e €3 milhões para jogadores estrangeiros.

### Política de Jogadores Estrangeiros
Nos primeiros anos, numerosos jogadores provenientes do Leste Europeu, África e América Latina foram contratados como jogadores estrangeiros para a liga chinesa. Gradualmente, muitos jogadores começaram a se transferir para a China a partir das principais ligas da Europa e da América do Sul. Atualmente, a liga possui regras que limitam o número de jogadores estrangeiros a cinco por time. Cada equipe pode usar no máximo quatro jogadores estrangeiros em campo durante uma partida. Essa política tem como objetivo promover o aprimoramento dos jogadores nativos e se conformar às regras relacionadas às competições internacionais de clubes da Confederação Asiática de Futebol (AFC).
Entre 2009 e 2017, havia uma vaga adicional para um jogador proveniente de países da AFC. No meio da temporada de 2012, foi decidido que os times participantes da Liga dos Campeões da Ásia poderiam ter dois jogadores estrangeiros extras, o que permitia que o número de estrangeiros em um time chegasse a sete. No entanto, essa política foi removida na temporada de 2013.

### Jogadores de Hong Kong, Macau e Taipé Chinês
A política para jogadores de Hong Kong, Macau e Taiwan tem mudado constantemente ao longo dos anos. No início de 2009, os jogadores da Associação de Futebol de Hong Kong foram considerados estrangeiros, mas a liga adiou essa mudança até a janela de transferências do verão. Após a temporada de 2010, jogadores da Associação de Futebol de Macau e da Associação de Futebol de Taipé Chinês (exceto goleiros) passaram a não ser considerados estrangeiros nas partidas da CSL, mas ainda eram tratados como estrangeiros nas competições da AFC.
Na temporada de 2015, jogadores que não haviam jogado pela seleção nacional de Hong Kong, seleção nacional de Macau ou seleção nacional de Taipé Chinês deixaram de ser considerados jogadores nativos. Nas temporadas de 2016 e 2017, jogadores dessas três associações, cujo contrato foi assinado após 1º de janeiro de 2016, também deixaram de ser considerados jogadores nativos. A partir da temporada de 2018, os clubes passaram a poder registrar um jogador não naturalizado de uma dessas três associações como jogador nativo.
De acordo com a Associação Chinesa de Futebol, um jogador não naturalizado é aquele que foi registrado pela primeira vez como jogador profissional nas três associações de futebol mencionadas. Além disso, jogadores de Hong Kong ou Macau devem ser descendentes chineses e residentes permanentes de Hong Kong ou Macau, enquanto jogadores de Taiwan devem ser cidadãos de Taiwan.

### Recordistas

#### Gols[carecede fontes?]
Última atualização: 8 de janeiro de 2025.
| Posição | Jogador         | Nacionalidade | Período              | Gols | Jogos | Média |
| ------- | --------------- | ------------- | -------------------- | ---- | ----- | ----- |
| 1       | Wu Lei          | China         | 2013–2018, 2022–     | 165  | 244   | 0,68  |
| 2       | Elkeson         | China         | 2013–2021, 2023–2024 | 132  | 219   | 0,60  |
| 3       | Eran Zahavi     | Israel        | 2016–2020            | 91   | 106   | 0,86  |
| 4       | Gao Lin         | China         | 2005–2009, 2011–2022 | 91   | 338   | 0,27  |
| 5       | Ricardo Goulart | Brasil        | 2015–2021            | 81   | 131   | 0,62  |
| 6       | Yu Hanchao      | China         | 2005–2008, 2010–     | 80   | 335   | 0,24  |
| 7       | Giovanni Moreno | Colômbia      | 2012–2021            | 71   | 220   | 0,32  |
| 8       | James Chamanga  | Zâmbia        | 2008–2018            | 67   | 199   | 0,34  |
| 9       | Alan Kardec     | Brasil        | 2016–2021            | 65   | 116   | 0,56  |
| 10      | Alan Carvalho   | Brasil        | 2015–2021, 2024–     | 64   | 142   | 0,45  |
| 10      | Yang Xu         | China         | 2005–2008, 2010–2022 | 64   | 245   | 0,26  |

Negrito: jogadores que ainda jogam na CSL.

#### Jogos[carecede fontes?]
Última atualização: 8 de janeiro de 2025.
| Posição | Jogador       | Nacionalidade | Período              | Jogos |
| ------- | ------------- | ------------- | -------------------- | ----- |
| 1       | Wang Dalei    | China         | 2006–                | 388   |
| 2       | Wu Xi         | China         | 2010–                | 373   |
| 3       | Jiang Zhipeng | China         | 2011–                | 347   |
| 4       | Bai Yuefeng   | China         | 2006–2022            | 340   |
| 5       | Gao Lin       | China         | 2005–2009, 2011–2022 | 338   |
| 6       | Yu Hanchao    | China         | 2005–2008, 2010–     | 335   |
| 7       | Zheng Zheng   | China         | 2008–                | 329   |
| 7       | Zhang Xizhe   | China         | 2009–2014, 2015–     | 329   |
| 9       | Cheng Yuelei  | China         | 2005, 2007–2024      | 328   |
| 10      | Yan Junling   | China         | 2013–                | 325   |

Negrito: jogadores que ainda jogam na CSL.

## Treinadores principais
Nos primeiros anos, treinadores chineses e sérvios alcançaram sucesso na Superliga Chinesa. Assim como no período da Jia-A, a maioria dos treinadores estrangeiros vinha de países como Sérvia, Croácia e Coreia do Sul. Atualmente, a maioria dos clubes da CSL possuem treinadores da Europa Ocidental e da América do Sul. O Guangzhou Evergrande foi o primeiro clube a investir pesadamente para trazer treinadores europeus e sul-americanos. Os técnicos campeões da Copa do Mundo, Marcello Lippi (2006) e Luiz Felipe Scolari (2002), tiveram experiências bem-sucedidas no Guangzhou . Treinadores famosos que passaram pela China incluem Fabio Capello, Felix Magath, Manuel Pellegrini, Dan Petrescu, André Villas-Boas, Cuca, Sven-Göran Eriksson, Sergio Batista, Radomir Antić, Vanderlei Luxemburgo e Mano Menezes.

### Treinadores campeões
| Treinador           | Nacionalidade | Clube                | Títulos | Anos             |
| ------------------- | ------------- | -------------------- | ------- | ---------------- |
| Marcello Lippi      | Itália        | Guangzhou Evergrande | 3       | 2012, 2013, 2014 |
| Luiz Felipe Scolari | Brasil        | Guangzhou Evergrande | 3       | 2015, 2016, 2017 |
| Ljubiša Tumbaković  | Sérvia        | Shandong Luneng      | 2       | 2006, 2008       |
| Zhu Guanghu         | China         | Shenzhen Jianlibao   | 1       | 2004             |
| Vladimir Petrović   | Sérvia        | Dalian Shide         | 1       | 2005             |
| Gao Hongbo          | China         | Changchun Yatai      | 1       | 2007             |
| Hong Yuanshuo       | China         | Beijing Guoan        | 1       | 2009             |
| Branko Ivanković    | Croácia       | Shandong Luneng      | 1       | 2010             |
| Lee Jang-soo        | Coreia do Sul | Guangzhou Evergrande | 1       | 2011             |
| Vítor Pereira       | Portugal      | Shanghai Port        | 1       | 2018             |
| Fabio Cannavaro     | Itália        | Guangzhou Evergrande | 1       | 2019             |
| Cosmin Olăroiu      | Roménia       | Jiangsu Suning       | 1       | 2020             |
| Hao Wei             | China         | Shandong Luneng      | 1       | 2021             |
| Pedro Morilla       | China         | Wuhan Three Towns    | 1       | 2022             |
| Javier Pereira      | China         | Shanghai Port        | 1       | 2023             |
| Kevin Muscat        | Austrália     | Shanghai Port        | 1       | 2024             |

## Público
| Tempora | Total de público | Jogos | Média  | Variação | Maior média | Clube                | Nº de times | Rebaixados |
| ------- | ---------------- | ----- | ------ | -------- | ----------- | -------------------- | ----------- | ---------- |
| 2004    | 1.430.600        | 132   | 10.838 | -63,4%   | 23.636      | Shandong Luneng      | 12          | 0          |
| 2005    | 1.871.700        | 182   | 10.284 | -5,4%    | 26.000      | Shandong Luneng      | 14          | 0          |
| 2006    | 2.228.300        | 210   | 10.611 | +3,2%    | 30.679      | Shandong Luneng      | 15          | 1          |
| 2007    | 3.173.500        | 210   | 15.112 | +42,4%   | 24.643      | Beijing Renhe        | 15          | 1          |
| 2008    | 3.065.280        | 228   | 13.444 | -12,4%   | 26.501      | Shandong Luneng      | 16          | 2          |
| 2009    | 3.854.115        | 240   | 16.059 | +19,5%   | 36.805      | Beijing Guoan        | 16          | 2          |
| 2010    | 3.499.304        | 240   | 14.581 | -9,2%    | 33.342      | Beijing Guoan        | 16          | 2          |
| 2011    | 4.236.322        | 240   | 17.651 | +21,1%   | 45.666      | Guangzhou Evergrande | 16          | 2          |
| 2012    | 4.497.578        | 240   | 18.740 | +6,2%    | 37.250      | Guangzhou Evergrande | 16          | 2          |
| 2013    | 4.456.977        | 240   | 18.571 | -0,9%    | 40.428      | Guangzhou Evergrande | 16          | 2          |
| 2014    | 4.556.520        | 240   | 18.986 | +2,2%    | 42.154      | Guangzhou Evergrande | 16          | 2          |
| 2015    | 5.326.304        | 240   | 22.193 | +16,8%   | 45.889      | Guangzhou Evergrande | 16          | 2          |
| 2016    | 5.798.135        | 240   | 24.159 | +8,8%    | 44.883      | Guangzhou Evergrande | 16          | 2          |
| 2017    | 5.703.871        | 240   | 23.766 | −1,6%    | 45.587      | Guangzhou Evergrande | 16          | 2          |
| 2018    | 5.785.766        | 240   | 24.107 | +1,4%    | 47.002      | Guangzhou Evergrande | 16          | 2          |
| 2019    | 5.595.368        | 240   | 23.341 | −3,1%    | 45.795      | Guangzhou Evergrande | 16          | 2          |
| 2020    | 91.205           | 160   | 570    | −97,6%   | —           | —                    | 16          | 2          |
| 2021    | 198.418          | 176   | 1.127  | +97,7%   | —           | —                    | 16          | 2          |
| 2022    | 287.911          | 306-8 | 966    | −14,3%   | —           | —                    | 18          | 4          |
| 2023    | 4.767.836        | 240   | 19.866 | +19,56%  | 43.769      | Beijing Guoan        | 16          | 2          |
| 2024    | 4.663.507        | 240   | 19.431 | −2,2%    | 46.444      | Beijing Guoan        | 16          | 2          |

## Prêmios
Os prêmios anuais oficiais da Superliga Chinesa são concedidos a clubes, jogadores, treinadores e árbitros com base no desempenho durante a temporada.

### Troféu
O troféu Fire-god (Deus do Fogo) é o prêmio oficial concedido aos campeões da Superliga Chinesa. O troféu foi criado pelo Departamento de Escultura da Academia Central de Belas Artes e doado pelo parceiro oficial da Superliga Chinesa, Hengyuanxiang Group, em 2004. Ele é composto por um troféu de ouro puro e uma base de nefrite. A parte inferior do troféu é um modelo de uma torre de sinalização da Grande Muralha da China; na parte superior, em cima do sinal de fogo ascendente, encontra-se uma bola de futebol envolta pela terra, enquanto a base apresenta os anos e nomes de cada vencedor da Superliga Chinesa desde 2004. O troféu pesa 5,548 quilos e a altura total, incluindo a base, é de 52 cm.
O troféu não é concedido permanentemente ao clube vencedor. Após a cerimônia de premiação, o clube recebe uma réplica do troféu e tem o direito de reter o troféu original por um ano.

### Jogador do Ano
Também é conhecido como o "Jogador Mais Valioso" (Most Valuable Player).
| Anos                                  | Jogador            | Nacionalidade | Clube                |
| ------------------------------------- | ------------------ | ------------- | -------------------- |
| 2004                                  | Zhao Junzhe        | China         | Liaoning Zhongyu     |
| 2005                                  | Branko Jelić       | Sérvia        | Beijing Guoan        |
| 2006                                  | Zheng Zhi          | China         | Shandong Luneng      |
| 2007                                  | Du Zhenyu          | China         | Changchun Yatai      |
| 2008                                  | Emil Martínez      | Honduras      | Shanghai Shenhua     |
| 2009                                  | Samuel Caballero   | Honduras      | Changchun Yatai      |
| 2010                                  | Duvier Riascos     | Colômbia      | Shanghai Shenhua     |
| 2011                                  | Muriqui            | Brasil        | Guangzhou Evergrande |
| 2012                                  | Cristian Dănălache | Roménia       | Jiangsu Sainty       |
| 2013                                  | Darío Conca        | Argentina     | Guangzhou Evergrande |
| 2014                                  | Elkeson            | Brasil        | Guangzhou Evergrande |
| 2015                                  | Ricardo Goulart    | Brasil        | Guangzhou Evergrande |
| 2016                                  | Ricardo Goulart    | Brasil        | Guangzhou Evergrande |
| 2017                                  | Eran Zahavi        | Israel        | Guangzhou R&F        |
| 2018                                  | Wu Lei             | China         | Shanghai Port        |
| 2019                                  | Paulinho           | Brasil        | Guangzhou Evergrande |
| Prêmio não entregue entre 2020 e 2022 |                    |               |                      |
| 2023                                  | Wu Lei             | China         | Shanghai Port        |

### Prêmio Chuteira de Ouro
Este prêmio é concedido ao artilheiro da liga no ano.
| Anos | Jogador              | Nacionalidade                  | Clube                     | Gols |
| ---- | -------------------- | ------------------------------ | ------------------------- | ---- |
| 2004 | Kwame Ayew           | Gana                           | Beijing Renhe             | 17   |
| 2005 | Branko Jelić         | Sérvia                         | Beijing Guoan             | 21   |
| 2006 | Li Jinyu             | China                          | Shandong Luneng           | 26   |
| 2007 | Li Jinyu             | China                          | Shandong Luneng           | 15   |
| 2008 | Éder Luís            | Brasil                         | Tianjin Jinmen Tiger      | 14   |
| 2009 | Hernán Barcos        | Argentina                      | Shenzhen/Shanghai Shenhua | 17   |
| 2009 | Luis Alfredo Ramírez | Honduras                       | Guangzhou Evergrande      | 17   |
| 2010 | Duvier Riascos       | Colômbia                       | Shanghai Shenhua          | 20   |
| 2011 | Muriqui              | Brasil                         | Guangzhou Evergrande      | 16   |
| 2012 | Cristian Dănălache   | Roménia                        | Jiangsu Sainty            | 23   |
| 2013 | Elkeson              | Brasil                         | Guangzhou Evergrande      | 24   |
| 2014 | Elkeson              | Brasil                         | Guangzhou Evergrande      | 28   |
| 2015 | Aloísio              | Brasil                         | Shandong Luneng           | 22   |
| 2016 | Ricardo Goulart      | Brasil                         | Guangzhou Evergrande      | 19   |
| 2017 | Eran Zahavi          | Israel                         | Guangzhou R&F             | 27   |
| 2018 | Wu Lei               | China                          | Shanghai Port             | 27   |
| 2019 | Eran Zahavi          | Israel                         | Guangzhou R&F             | 29   |
| 2020 | Cédric Bakambu       | República Democrática do Congo | Beijing Guoan             | 14   |
| 2021 | Júnior Negrão        | Brasil                         | Changchun Yatai           | 14   |
| 2022 | Marcão               | Brasil                         | Wuhan Three Towns         | 27   |
| 2023 | Leonardo             | Brasil                         | Changchun Yatai/Zhejiang  | 19   |
| 2024 | Wu Lei               | China                          | Shanghai Port             | 34   |

#### Chuteira de Ouro Chinesa
Também existe um prêmio concedido ao artilheiro chinês da temporada, que foi introduzido pela primeira vez em 2011.
| Anos | Jogador      | Clube                | Gols |
| ---- | ------------ | -------------------- | ---- |
| 2011 | Yu Hanchao   | Liaoning             | 12   |
| 2012 | Wang Yongpo  | Shandong Luneng      | 10   |
| 2013 | Wu Lei       | Shanghai Port        | 15   |
| 2014 | Wu Lei       | Shanghai Port        | 12   |
| 2015 | Wu Lei       | Shanghai Port        | 14   |
| 2016 | Wu Lei       | Shanghai Port        | 14   |
| 2017 | Wu Lei       | Shanghai Port        | 20   |
| 2018 | Wu Lei       | Shanghai Port        | 27   |
| 2019 | Wei Shihao   | Guangzhou Evergrande | 11   |
| 2020 | Wei Shihao   | Guangzhou Evergrande | 8    |
| 2021 | Guo Tianyu   | Shandong Taishan     | 10   |
| 2022 | Zhang Yuning | Beijing Guoan        | 19   |
| 2023 | Wu Lei       | Shanghai Port        | 18   |
| 2024 | Wu Lei       | Shanghai Port        | 34   |

### Treinador do Ano
Este prêmio é concedido ao treinador que se destacou na temporada, levando sua equipe ao melhor desempenho na liga.
| Anos                                  | Treinador           | Nacionalidade | Clube                |
| ------------------------------------- | ------------------- | ------------- | -------------------- |
| 2004                                  | Zhu Guanghu         | China         | Shenzhen Jianlibao   |
| 2005                                  | Vladimir Petrović   | Sérvia        | Dalian Shide         |
| 2006                                  | Ljubiša Tumbaković  | Sérvia        | Shandong Luneng      |
| 2007                                  | Gao Hongbo          | China         | Changchun Yatai      |
| 2008                                  | Ljubiša Tumbaković  | Sérvia        | Shandong Luneng      |
| 2009                                  | Tang Yaodong        | China         | Henan Jianye         |
| 2010                                  | Branko Ivanković    | Croácia       | Shandong Luneng      |
| 2011                                  | Ma Lin              | China         | Liaoning             |
| 2012                                  | Dragan Okuka        | Sérvia        | Jiangsu Sainty       |
| 2013                                  | Marcello Lippi      | Itália        | Guangzhou Evergrande |
| 2014                                  | Gregorio Manzano    | Espanha       | Beijing Guoan        |
| 2015                                  | Luiz Felipe Scolari | Brasil        | Guangzhou Evergrande |
| 2016                                  | Luiz Felipe Scolari | Brasil        | Guangzhou Evergrande |
| 2017                                  | Fabio Cannavaro     | Itália        | Tianjin Quanjian     |
| 2018                                  | Li Xiaopeng         | China         | Shandong Luneng      |
| 2019                                  | Li Xiaopeng         | China         | Shandong Luneng      |
| Prêmio não entregue entre 2020 e 2022 |                     |               |                      |
| 2023                                  | Choi Kang-hee       | Coreia do Sul | Shandong Luneng      |

### Jogador Jovem do Ano
Este prêmio é concedido ao melhor jogador jovem da temporada, reconhecendo seu talento e desempenho na Superliga Chinesa.
| Anos                                  | Jogador          | Nacionalidade | Clube                |
| ------------------------------------- | ---------------- | ------------- | -------------------- |
| 2004                                  | Chen Tao         | China         | Guangzhou R&F        |
| 2005                                  | Hao Junmin       | China         | Tianjin Jinmen Tiger |
| 2006                                  | Wang Dalei       | China         | Shanghai Liancheng   |
| 2007                                  | Hao Junmin       | China         | Tianjin Jinmen Tiger |
| 2008                                  | Huang Bowen      | China         | Beijing Guoan        |
| 2009                                  | Deng Zhuoxiang   | China         | Jiangsu Sainty       |
| 2010                                  | Zheng Zheng      | China         | Shandong Luneng      |
| 2011                                  | Song Wenjie      | China         | Qingdao Hainiu       |
| 2012                                  | Zhang Xizhe      | China         | Beijing Guoan        |
| 2013                                  | Jin Jingdao      | China         | Shandong Luneng      |
| 2014                                  | Liu Binbin       | China         | Shandong Luneng      |
| Prêmio não entregue em 2015           |                  |               |                      |
| 2016                                  | Li Xiaoming      | China         | Henan Jianye         |
| 2017                                  | Hu Jinghang      | China         | Henan Jianye         |
| 2018                                  | Huang Zichang    | China         | Jiangsu Sainty       |
| 2019                                  | Zhu Chenjie      | China         | Shanghai Shenhua     |
| Prêmio não entregue entre 2020 e 2022 |                  |               |                      |
| 2023                                  | Shahsat Hujahmat | China         | Shenzhen             |

### Goleiro do Ano
Este prêmio é concedido ao goleiro que teve o melhor desempenho durante a temporada da Superliga Chinesa.
| Anos                                  | Jogador      | Nacionalidade | Clube                |
| ------------------------------------- | ------------ | ------------- | -------------------- |
| 2012                                  | Deng Xiaofei | China         | Jiangsu Sainty       |
| 2013                                  | Zeng Cheng   | China         | Guangzhou Evergrande |
| 2014                                  | Wang Dalei   | China         | Shandong Luneng      |
| 2015                                  | Zeng Cheng   | China         | Guangzhou Evergrande |
| 2016                                  | Zeng Cheng   | China         | Guangzhou Evergrande |
| 2017                                  | Yan Junling  | China         | Shanghai Port        |
| 2018                                  | Yan Junling  | China         | Shanghai Port        |
| 2019                                  | Yan Junling  | China         | Shanghai Port        |
| Prêmio não entregue entre 2020 e 2022 |              |               |                      |
| 2023                                  | Wang Dalei   | China         | Shandong Luneng      |

## Patrocinadores

### Patrocinador principal
O atual patrocinador oficial da Superliga Chinesa é a China Resources Beverage, desde 2024.
| Anos                   | Empresa                  | Nacionalidade  |
| ---------------------- | ------------------------ | -------------- |
| 2004                   | Siemens Mobille          | Alemanha       |
| Sem patrocínio em 2005 |                          |                |
| 2006                   | IPhox                    | Estados Unidos |
| 2007                   | Kingway Beer             | China          |
| 2008                   | Kingway Beer             | China          |
| 2009                   | Pirelli                  | Itália         |
| 2010                   | Pirelli                  | Itália         |
| 2011                   | Wanda Plaza              | China          |
| 2012                   | Wanda Plaza              | China          |
| 2013                   | Wanda Plaza              | China          |
| 2014                   | Ping An Insurance        | China          |
| 2015                   | Ping An Insurance        | China          |
| 2016                   | Ping An Insurance        | China          |
| 2017                   | Ping An Insurance        | China          |
| 2018                   | Ping An Insurance        | China          |
| 2019                   | Ping An Insurance        | China          |
| 2020                   | Ping An Insurance        | China          |
| 2021                   | Ping An Insurance        | China          |
| 2022                   | Ping An Insurance        | China          |
| 2023                   | Ping An Insurance        | China          |
| 2024                   | China Resources C'estbon | China          |

### Parceiros e Fornecedores
Além do patrocínio da liga em si, a Superliga Chinesa conta com vários parceiros e fornecedores oficiais. O fornecedor oficial de equipamentos da liga é a Nike, que detém o contrato desde a temporada de 2005. De acordo com dados publicados pela Imedia Culture Communication Co., Ltd, o valor do patrocínio dos parceiros e fornecedores oficiais da Superliga Chinesa alcançou 600 milhões de yuans na temporada de 2017.
A tabela a seguir mostra os parceiros e fornecedores da Superliga Chinesa. Em negrito estão os patrocinadores atuais.
| Companhia             | Duração         |
| --------------------- | --------------- |
| Nike                  | 2020–2029       |
| China Mobile          | 2024-           |
| C'estbon              | 2023-           |
| Chevron               | 2023-           |
| Guoquan               | 2023-           |
| EA Sports             | 2018-           |
| Mengniu Dairy         | 2020–2022       |
| SAIC Motor            | 2018–2022       |
| Fengkuang.cn          | 2017–2022       |
| Tsingtao Laoshan Beer | 2017–2022       |
| Ganten                | 2017–2022       |
| DHL                   | 2014–2022       |
| Tmall                 | 2018–2020       |
| Absen LED             | 2017–2020       |
| Eastroc Super Drink   | 2018–2019       |
| ImagineChina          | 2017–2019       |
| TAG Heuer             | 2016–2019       |
| Shell                 | 2014–2019       |
| JD.com                | 2010, 2013–2017 |
| Red Bull              | 2015–2017       |
| Ford                  | 2014–2017       |
| Yanghe                | 2017            |
| Ledman Solar          | 2011–2016       |
| Carlsberg             | 2013–2016       |
| Samsung               | 2013–2014       |
| Huiyuan Juice         | 2014            |
| China Auto Rental     | 2013            |
| SDLG                  | 2011–2013       |
| Harbin Beer           | 2011–2012       |
| Shinery Motor         | 2009–2010       |
| Frestech              | 2010            |
| Canon                 | 2004–2008       |
| CP-Freda              | 2004–2006       |
| Hengyuanxiang         | 2004–2006       |
| Hyundai Motor         | 2004–2005       |

## Cobertura da Mídia

### China
Os primeiros detentores dos direitos de transmissão da rebatizada Superliga Chinesa foram o Shanghai Media Group (SMG). Em setembro de 2003, assinaram um contrato de três anos para as temporadas de 2004, 2005 e 2006. O segundo contrato com a SMG foi assinado em fevereiro de 2007, abrangendo o período de cinco anos de 2007 a 2011.
A CCTV adquiriu os direitos de transmissão da CSL em 2012 e manteve esses direitos até 2015 sob um contrato anual. A CSL foi transmitida no canal público de TV a cabo CCTV5 e CCTV5+, mas os direitos de TV via satélite foram vendidos para a Cloud Media de 2014 a 2017.
A partir da temporada de 2016, a Superliga Chinesa passou a vender seus direitos de transmissão de forma coletiva. No entanto, isso beneficia quase igualmente os clubes da CSL, conforme os contratos comerciais da liga. O valor é dividido em três partes: 10% reservado para a Associação Chinesa de Futebol e para a empresa da CSL, que é pago como taxas de infraestrutura e despesas administrativas. O restante dos 90% é dividido da seguinte forma: 81% de forma igualitária entre os clubes, e 9% é distribuído com base no mérito, conforme a posição final de cada clube na liga.
O atual detentor dos direitos de mídia é a China Sports Media Co., Ltd. (CSM). A CSM comprou os direitos por cinco temporadas (2016–2020) por 8 bilhões de yuans em outubro de 2015. Em 24 de janeiro de 2018, a CSL e a CSM chegaram a um acordo para estender o contrato original de cinco anos para um de 10 anos (2016–2025) e aumentar o valor para 11 bilhões de yuans, o que equivale a cerca de 1,73 bilhões de dólares, com base na taxa de câmbio prevalente na época.

### Cobertura Mundial
Fora da China, a IMG detém atualmente os direitos globais de mídia da Superliga Chinesa. O primeiro contrato foi assinado em 2016 por duas temporadas, e em 2018, a IMG e a CSM firmaram uma extensão de três anos.
A CSL agora é transmitida em 96 países ao redor do mundo, ampliando significativamente sua visibilidade e audiência internacional.
| País/Região | Emissora               |
| --- | ---------------------- |
| África Subsariana - África do Sul - Gana - Nigéria - Quênia | StarTimes              |
| Alemanha↑ | DAZN                   |
| América Latina | ESPN (América Latina)  |
| Austrália | SBS                    |
| Áustria↑ | DAZN                   |
| Bálcãs - Bósnia e Herzegovina - Croácia - Eslovênia - Macedônia do Norte - Montenegro - Sérvia                                                                   | Sport Klub             |
| Brasil | ESPN (Brasil)          |
| Canadá | OneSoccer              |
| Espanha | GOL PLAY               |
| Estados Unidos | ESPN                   |
| Eurásia - Armênia - Azerbaijão - Bielorrússia - Cazaquistão - Estónia - Letônia - Lituânia - Moldávia - Quirguistão - Tajiquistão - Turquemenistão - Uzbequistão | Setanta Sports Eurasia |
| Filipinas | Tap Sports             |
| Geórgia | Silknet                |
| Hong Kong | TVB                    |
| Índia | FanCode                |
| Israel | Sport 1                |
| Macau | TDM                    |
| Polónia | Polsat Sport 1         |
| Portugal | Sport TV               |
| Singapura | Singtel                |
| Suíça ↑ | DAZN                   |
| Turquia | S Sport                |